# 香里ヶ丘看護専門学校
香里ヶ丘看護専門学校（こうりがおかかんごせんもんがっこう）は、大阪府枚方市にある専修学校。医療法人有恵会が運営する。同法人は、香里ヶ丘有恵会病院の経営母体である。同院と学校は同一敷地にはない。

## 沿革
- 1979年 - 香里ヶ丘准看護学院として開校
- 1980年 - 香里ヶ丘高等専修学校と改称
- 2001年 - 准看護科を廃止
- 2005年 - 看護科（２年課程）を廃止
- 2006年 - 看護学科（３年課程）１学年定員（80名）増

## 学科
- 看護学科

## 所在地
- 〒573-0046 大阪府枚方市宮之下町8-8

　最寄り駅　京阪本線・交野線「枚方市駅」